# プラット・アダムス
プラット・アダムス (Platt Adams、1885年3月23日 - 1961年2月27日）は、アメリカ合衆国の陸上競技選手。立ち高跳びと立ち幅跳びの選手として1912年ストックホルムオリンピックに出場。立ち高跳びでは1m63の記録で金メダルを獲得。さらに立ち幅跳びでは3.36mの記録で、金メダルを獲得したギリシャのコンスタンティノス・ツィクリティラスにわずか1cm及ばず銀メダルを獲得した。